# Balkan Bulgarian Airlines
Balkan Bulgarian Airlines (bulgarisch Балкан Български Въздушни Линии Balkan Balgarski Wasduschni Linii) war von 1946 bis 2002 die staatliche bulgarische Fluggesellschaft mit Sitz in der Hauptstadt Sofia. Balkan Bulgarian Airlines operierte als Charter- und als Linienfluggesellschaft.

## Geschichte

### DLV und TABSO

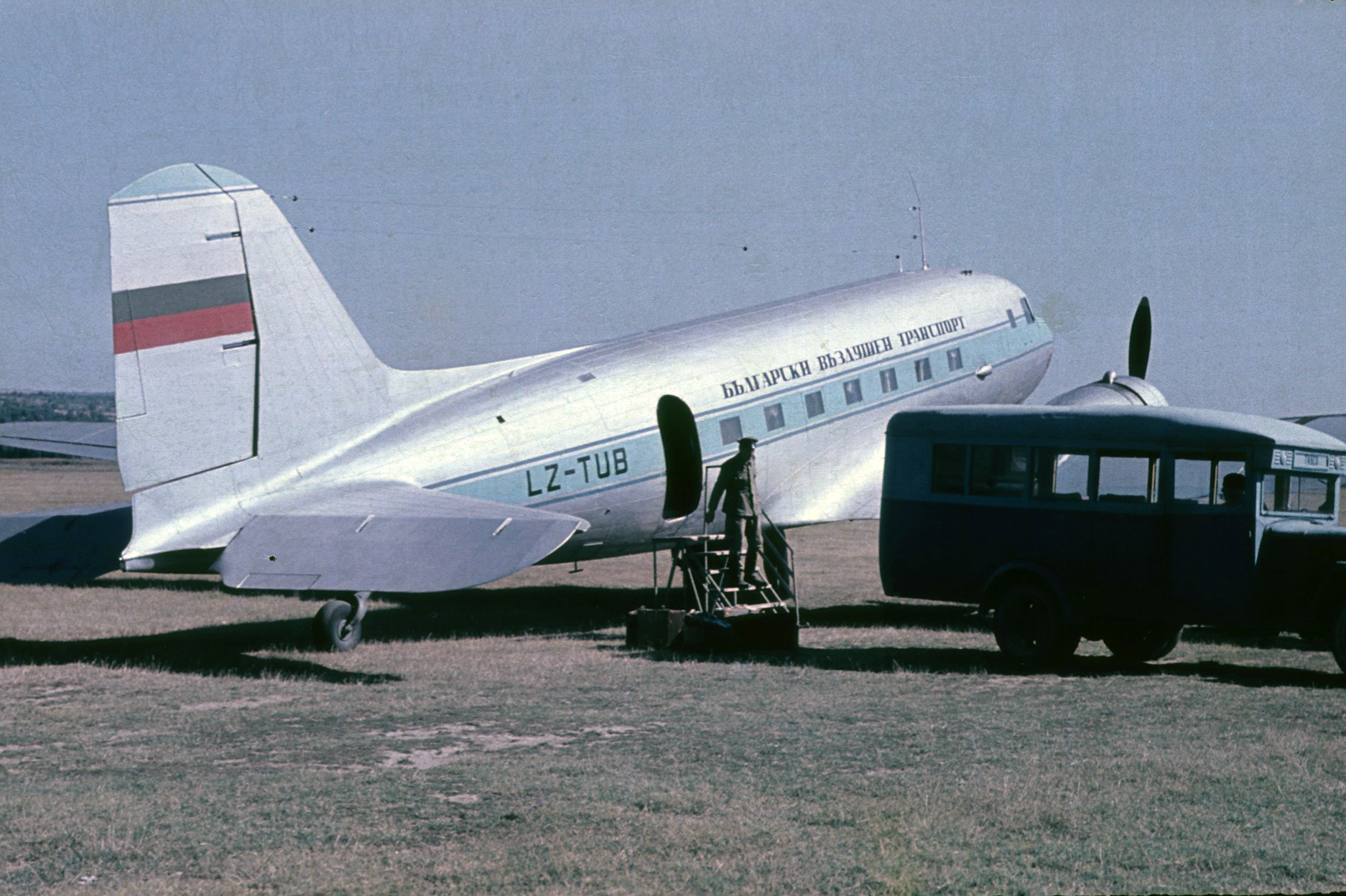
Eine TABSO-Lissunow Li-2 am Flughafen Gorna Orjachowiza, 1956

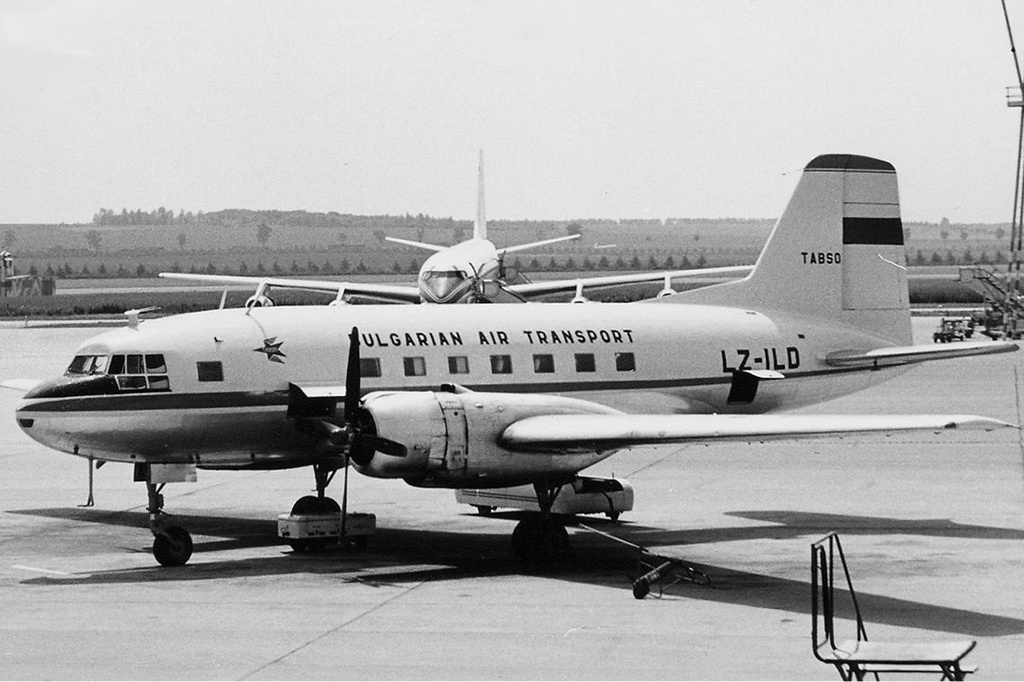
TABSO-Iljuschin Il-14 am Flughafen Wien-Schwechat, 1962

Der Ursprung der Gesellschaft war die Gründung der DLV Direktion Luftverkehrsdienste (bulgarisch ДВС Дирекция Въздушни Съобщения DWS Direkzija Wasduschni Saobschtenija) im Jahre 1947. Der erste Flug erfolgte am 29. Juni 1947 von Sofia nach Burgas. Kurz darauf folgte die Inlandsroute Sofia–Warna, ab 2. August 1947. Die erste internationale Verbindung war Sofia–Budapest welche am 12. August 1947 aufgenommen wurde. Danach wurde mit Hilfe und Beteiligung der Sowjetunion eine neue Gesellschaft namens TABSO gegründet (bulgarisch ТАБСО, von Транспортно-авиационно българо-съветско общество Transportno-awiazionno balgaro-sawetsko obschtestwo „Bulgarisch-Sowjetische Gesellschaft für Verkehr und Luftfahrt“). Diese startete ihren Flugbetrieb im Herbst 1948 mit zwei Lisunow Li-2. Hierfür waren auch sowjetische Piloten und Techniker auf den bulgarischen Flugplätzen eingesetzt. Im Jahr 1954 ging diese Fluggesellschaft vollständig an den bulgarischen Staat; auf den Maschinen erschien die Bezeichnung Български въздушен транспорт Balgarski wasduschen transport („Bulgarische Luftfahrt“ oder „Bulgarischer Luftverkehr“), später die englische Bezeichnung Bulgarian Air Transport. Das Frachtgeschäft konnte mit dem Einflotten einiger Antonow An-12 ausgebaut werden. Die ersten Maschinen dieses Typs stießen ab 1963 zur Flotte und wurden direkt vom Hersteller übernommen.

### Entwicklung ab 1968 als Balkan Bulgarian Airlines

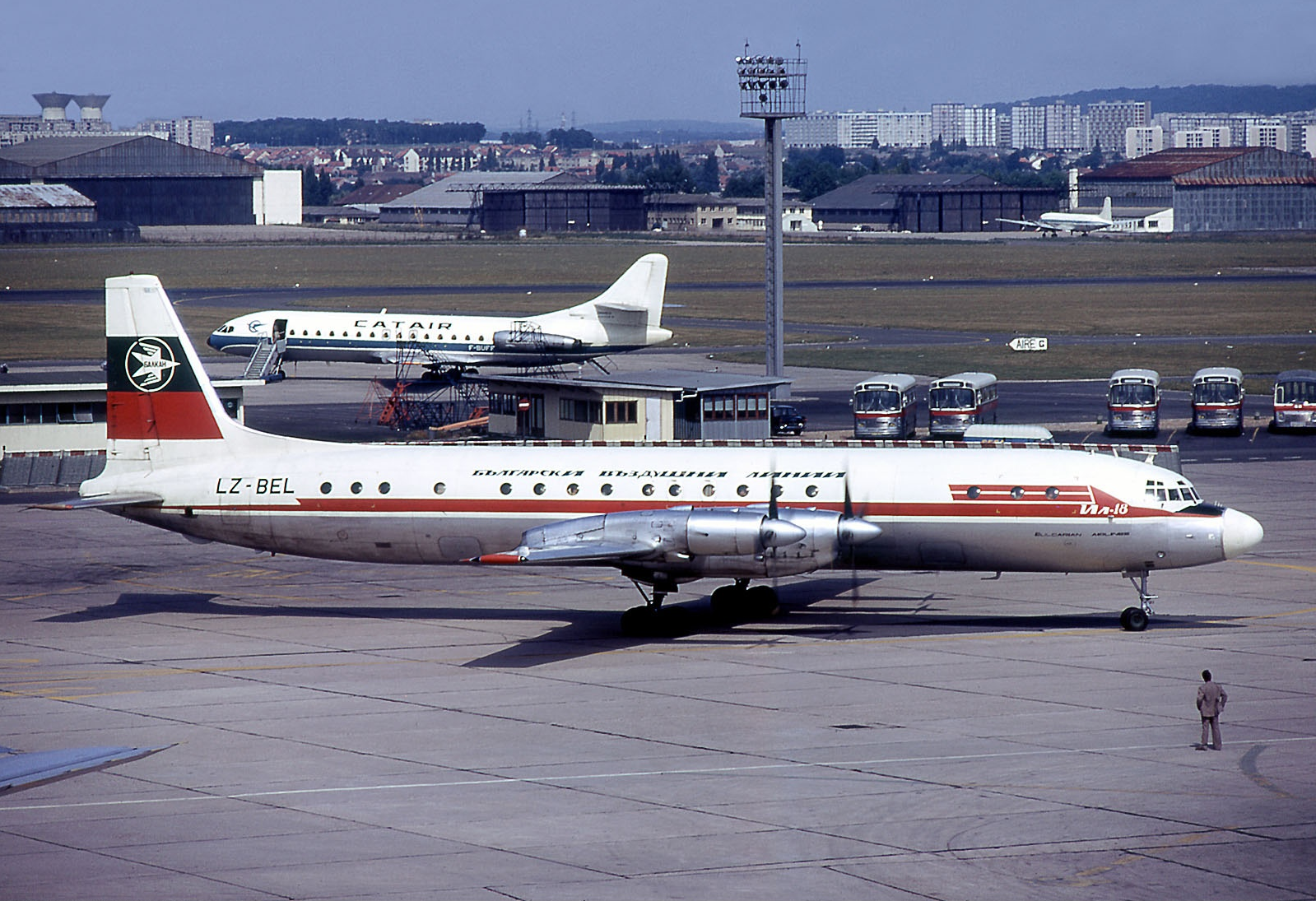
Iljuschin Il-18 der Balkan, Paris-Le Bourget 1974

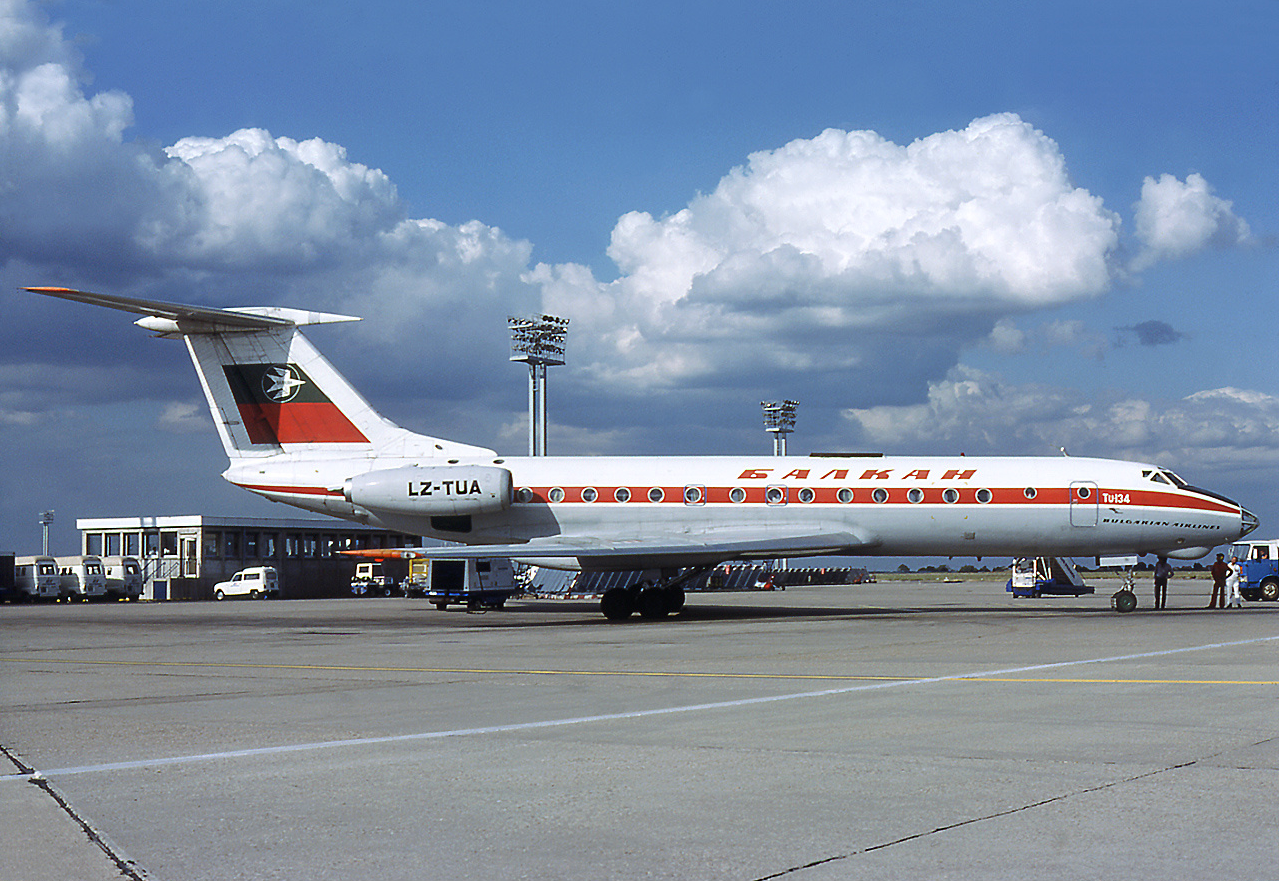
Tupolew Tu-134 der Balkan, Paris-Orly 1979

Seit 1968 firmierte die Gesellschaft offiziell unter Balkan Bulgarian Air Transport. Später war allerdings nur der Namen Balkan Bulgarian Airlines in Gebrauch. Bereits 1962 konnten die ersten Flugzeuge des Typs Iljuschin Il-18 gekauft werden. Diese Turbopropflugzeuge ermöglichten es der Staatsfluglinie, auch ferne Ziele anfliegen zu können, beispielsweise waren nun Kenia und Peru regelmäßige Ziele. Ähnlich wie bei anderen Fluggesellschaften in Osteuropa konnten 1968 die ersten Kurz- und Mittelstreckenjets des Typs Tupolew Tu-134 vom Hersteller erworben werden.
Ab 1972 wurden aus der Sowjetunion die ersten Flugzeuge des Typs Tupolew Tu-154 bezogen. Wie auch schon bei der Tu-134A im Jahr 1968, war Balkan Bulgarian Airlines auch dieses Mal der erste Auslandskunde dieses Typs überhaupt. In Gestalt der Serien Tupolew Tu-154B bzw. Tu-154B-2 und Tupolew Tu-154M sollten diese Flugzeuge bis Mitte der 1990er Jahre den Charakter der Flotte entscheidend prägen. Obwohl mit der Iljuschin Il-62 auch seitens der sowjetischen Hersteller ein Jet für Langstrecken zur Verfügung stand, hatte sich Balkan Bulgarian Airlines zu keiner Zeit für den Erwerb dieser Flugzeuge entschieden, vielmehr wurden die Tu-154 auf diesen Strecken eingesetzt. Mit drei Millionen gezählten jährlichen Passagieren erreichte Balkan Mitte der 1970er Jahre die höchste Passagierzahl aller Fluggesellschaften des Ostblocks. Anders als bei westlichen Airlines üblich, befanden sich auch Hubschrauber im Bestand der Balkan Bulgarian Airlines. Diese umfassten die Muster Mil Mi-4 und Mil Mi-8, welche fast ausschließlich auf den gering frequentierten Inlandsrouten zum Einsatz kamen und für Transport- und Sonderaufgaben herangezogen wurden.
Mit dem Einsetzen der zweiten Ölkrise im Jahr 1979 begannen auch für Balkan Bulgarian Airlines schwere Jahre. Die jährliche Passagierzahl sank unter eine Million beförderter Passagiere und die hohen Treibstoffkosten sorgten für ein hohes Defizit. Erst 1985 konnten wieder mehr Passagier als vor dem Beginn der Ölkrise gezählt werden. Bis zum Ende der 1980er Jahre steigerten sich die Passagierzahlen auf drei Millionen. Zu drei gleichen Teilen von je etwa einer Million Passagieren im Jahr teilten sich diese auf die Inlandsflüge, auf Charterflüge und auf Linienflüge auf. Besonders während der Sommermonate waren hohe Passagierzahlen im Charterflugverkehr zu verzeichnen. Die touristischen Ziele an der Schwarzmeerküste wurden beispielsweise von allen größeren Verkehrsflughäfen der DDR aus angeflogen, dazu gehörten Flüge von den Flughäfen Berlin-Schönefeld, Dresden, Erfurt und Leipzig-Schkeuditz nach Burgas und Warna.

### Zusammenhang der Gesellschaft im realsozialistischen Wirtschafts- und Staatssystem
Balkan Bulgarian Airlines war vom Beginn bis zum Verkauf im Jahr 2002 eine rein staatliche Airline. In der Zeit des Realsozialismus in Bulgarien war sie somit auch wie andere Unternehmen an den Fünfjahresplan gebunden und musste die jeweiligen Planzahlen erfüllen. In dem damaligen System wurden viele Aufgaben gebündelt, die in westlichen Wirtschaftssystemen getrennt und von unterschiedlichen Anbietern erfüllt wurden. So gehörten Agrarflüge genauso zu den Aufgaben der Gesellschaft wie Regierungsflüge für Politiker und Mitglieder des Zentralkomitees. Des Weiteren verfügte man über eigene Reisebüros in fast allen bulgarischen Städten, Hauptstädten der sozialistischen Bruderländern und vereinzelt in diversen anderen europäischen und nordafrikanischen Haupt- und Großstädten. Der Bereich Wartung und Instandsetzung war ein weiterer großer Teil der Gesellschaft. Große Werften zur Wartung waren in Sofia, Warna und Burgas aufgestellt und kleinere Werften waren an den Regionalstandorten beheimatet. Insgesamt gehörte das Unternehmen zu den größten bulgarischen Arbeitgebern während der realsozialistischen Zeit.

### Bulair

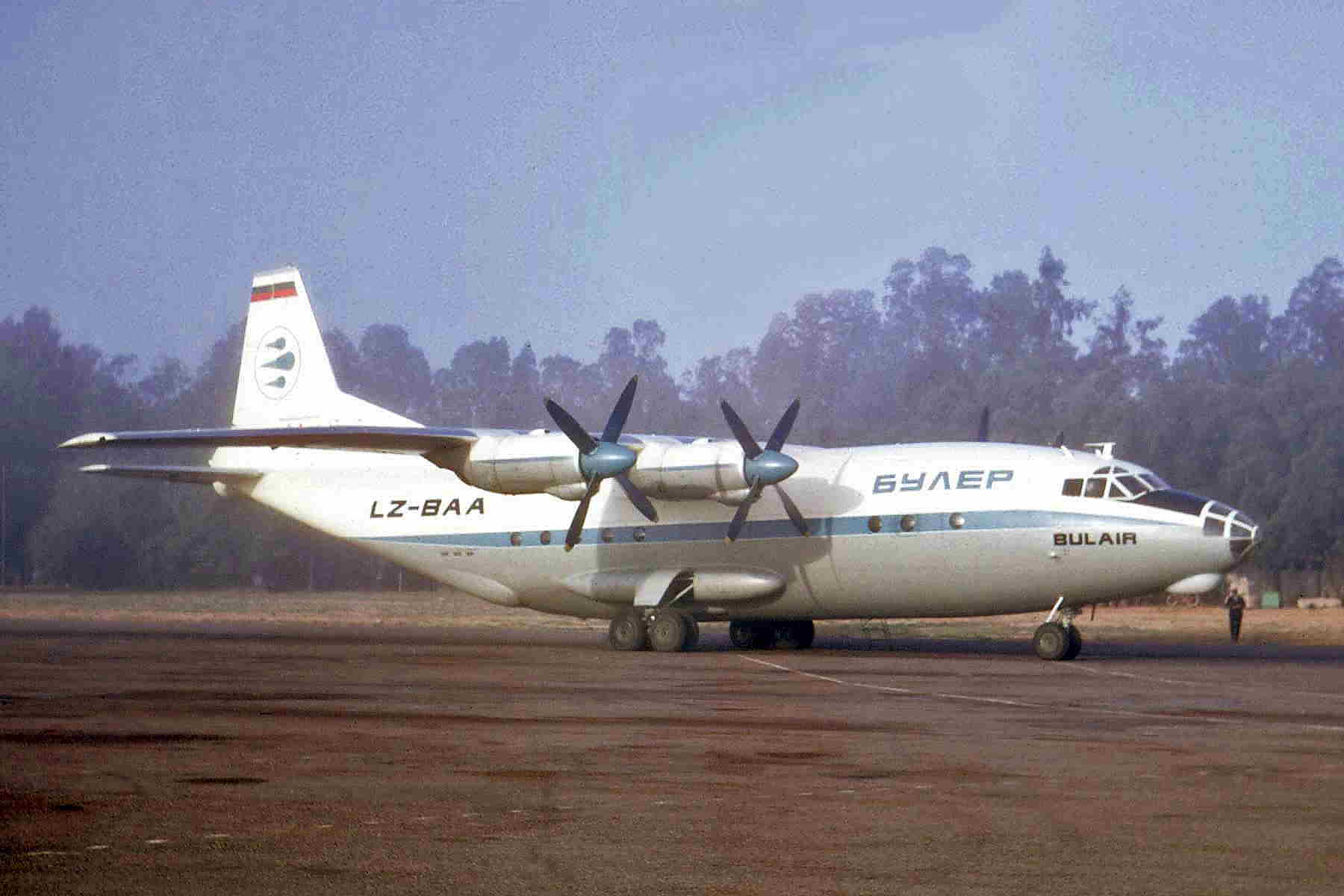
Antonow An-12 der Bulair, Tripolis 1969

TABSO gründete Ende 1967 für Charterflüge (sowohl für Passagier- als auch Frachtcharter) eine Tochtergesellschaft namens Bulair, die unter dem IATA-Code DB flog. Überwiegend wurden Ziele im westlichen Ausland angeflogen, z. B. in der Bundesrepublik Deutschland, Österreich, Schweden und Großbritannien. Dabei wurden in eigener Bemalung Flugzeuge der Typen Iljuschin Il-14, Iljuschin Il-18 sowie Antonow An-12 (diese für Frachtcharter) der Muttergesellschaft eingesetzt.
Im Jahr 1972 wurde Bulair aufgelöst und wieder in die nunmehr Balkan Bulgarien Airlines genannte Muttergesellschaft integriert. Zu diesem Zeitpunkt bestand ihre Flotte aus je einer Iljuschin Il-14 und Antonow An-12 sowie vier Iljuschin Il-18.

### Entwicklung ab 1989

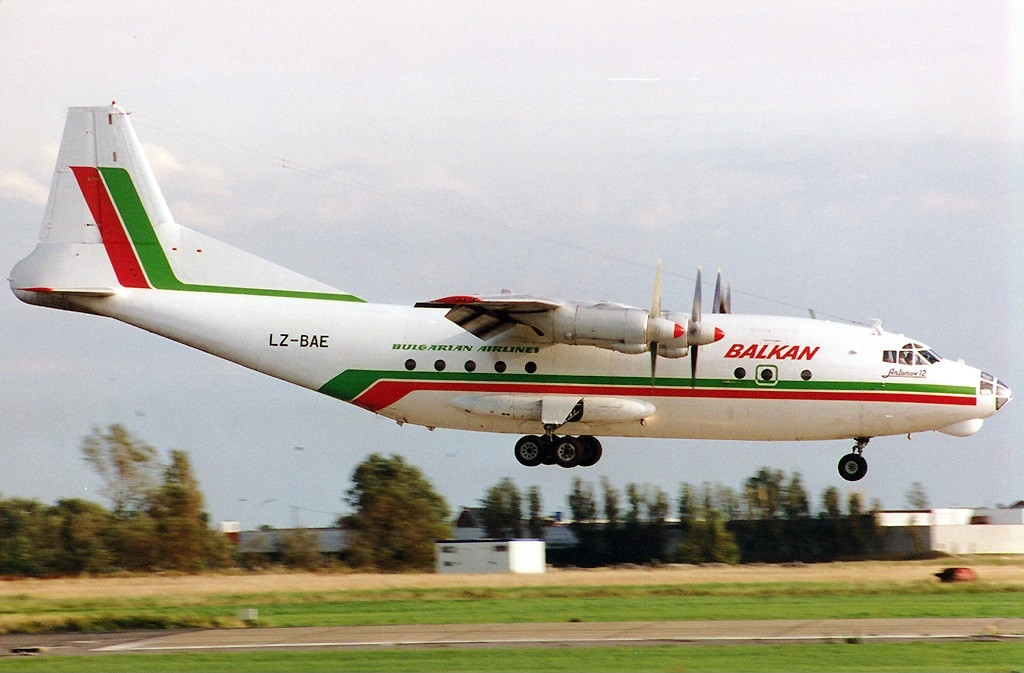
Antonow An-12 der Balkan, Ostende, 1996

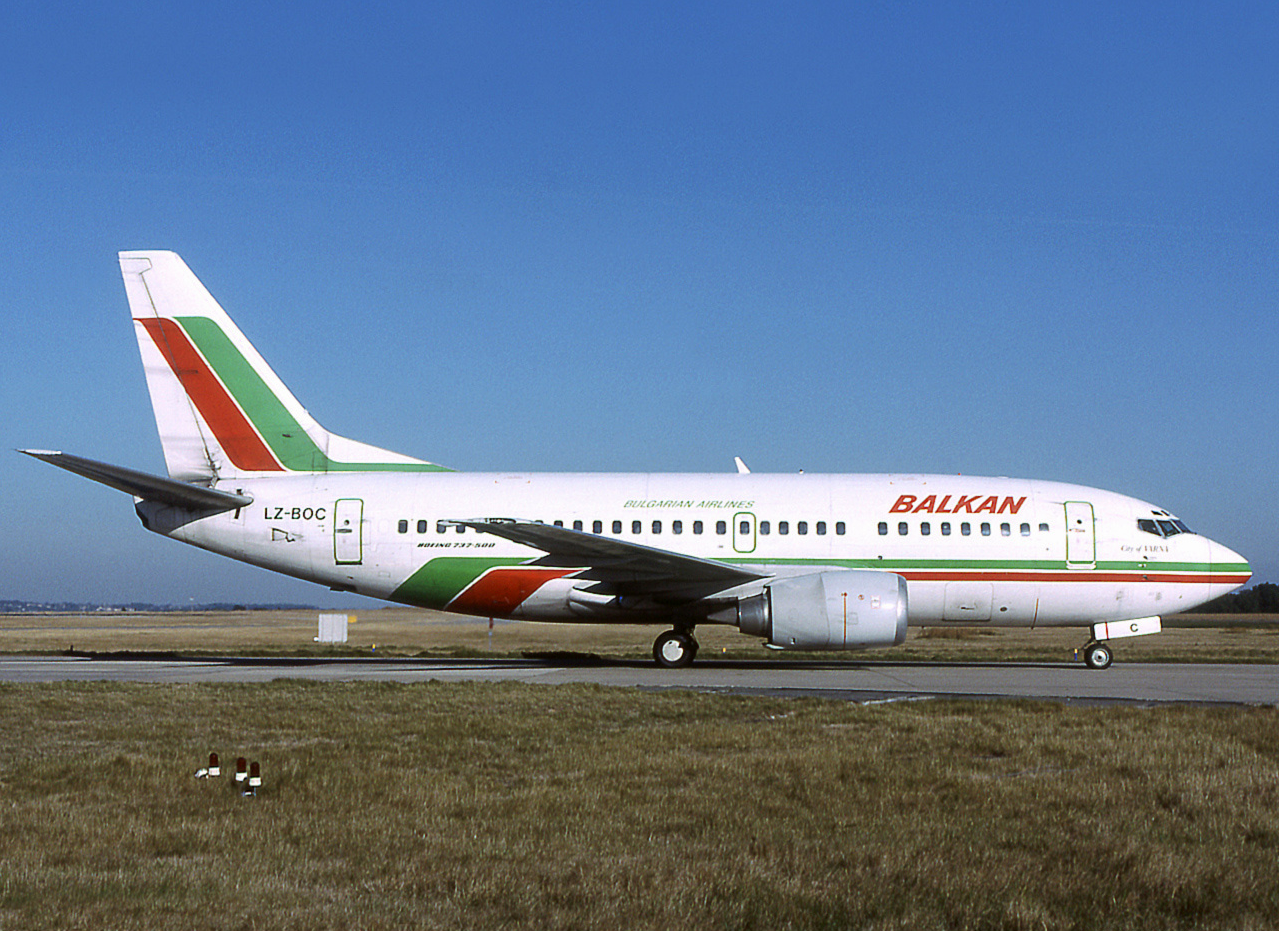
Boeing 737-500 der Balkan, Paris-CDG 1997

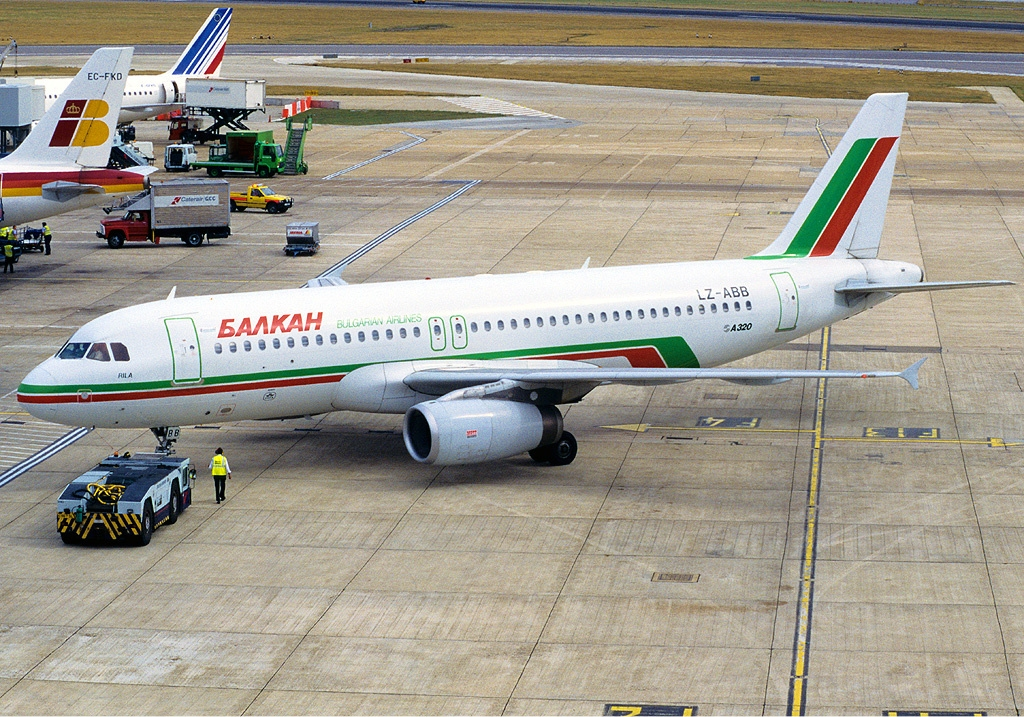
A320 der Balkan Bulgarian Airlines

Die politischen Veränderungen des Jahres 1989 waren auch für Balkan Bulgarian Airlines folgenreich. Die bis 1989 vom bulgarischen Staat stark subventionierte Gesellschaft geriet in finanzielle Probleme und wurde Mitte der 1990er Jahre durch ein israelisches Konsortium finanziell über Wasser gehalten. Dabei wurde jedoch nicht bedacht, dass damit sämtliche bisher einträglichen Destinationen im arabischen Raum wegfallen würden (die machten einen Großteil des Verkehrs aus) und Anfang der 2000er-Jahre die Insolvenz nicht mehr vermieden werden konnte.
Auch im Bereich der Flotte vollzog sich ein starker Wandel. Mit Öffnung des Eisernen Vorhangs suchte man gezielt nach modernem und effizientem Fluggerät. Bereits ab November 1990 konnten drei Boeing 737-500 in die Flotte integriert werden.
Am 21. Dezember 1991 kam der erste geleaste Airbus A320-231 (Reg. LZ-ABA) aus dem Bestand der Orix in die Flotte der Balkan Bulgarian Airlines. Es folgten im Frühjahr und Sommer 1992 drei weitere Flugzeuge dieses Typs (Reg. LZ-ABB bis LZ-ABD). Für die Flugziele mit hohem Passagieraufkommen konnten zwei Boeing 767-200ER übernommen werden, die bis Anfang 1999 im Bestand der Balkan Bulgarian Airlines verblieben. Gleichzeitig wurde der Bestand an Tupolew Tu-154 kontinuierlich verringert, die in erster Linie zu Zielen in Osteuropa zum Einsatz kamen.
Zwei der drei Boeing 737-500 wurden im Dezember 1999 und Januar 2000 durch zunächst zwei Flugzeuge gleichen Typs der Serie 737-300 ersetzt. Ein weiteres Flugzeug des Typs Boeing 737-300 ergänzte den Bestand ab im Mai 2000.
Nur noch episodischen Charakter hat die weitere Ergänzung der Flotte mittels zweier weiterer Boeing 737-300 aus dem Bestand der Lufthansa in den Bestand sowie der Einsatz zweier ATR 42 im Spätherbst 1999.
Nach der Insolvenz der Balkan Bulgarian Airlines im Oktober 2002 gründete der bulgarische Staat im Jahr 2002 die Bulgaria Air als Nachfolger.

## Zielflughäfen
In den Jahren vor der Wende wurden viele kleine Flughäfen wie Russe, Targowischte, Plowdiw und Weliko Tarnowo angeflogen, welche mit dem Wegfall der Subventionen nach 1989 geschlossen wurden. Teilweise handelt es sich bei diesen Flughäfen um primär militärische genutzte Flugplätze. Später flog man innerhalb Bulgariens nur noch die internationalen Flughäfen der Städte Sofia, Warna, Burgas an.
Ab 1992 wurden Leasingverträge für Maschinen der Typen Airbus A320-231, Boeing 737-300 und Boeing 767-200 abgeschlossen. Diese neuen Flugmuster innerhalb der Balkan-Flotte kamen fast ausschließlich auf den Strecken nach West- und Nordeuropa zum Einsatz, beispielsweise auf den Linien nach Kopenhagen, Frankfurt, Düsseldorf, Barcelona, Zürich-Kloten, London-Heathrow und London-Gatwick.
Die Langstreckenflugzeuge des Typs Boeing 767 flogen z. B. Strecken nach New York, aber auch nach Asien, und wurden gelegentlich auf innereuropäischen Routen eingesetzt.

## Flotte

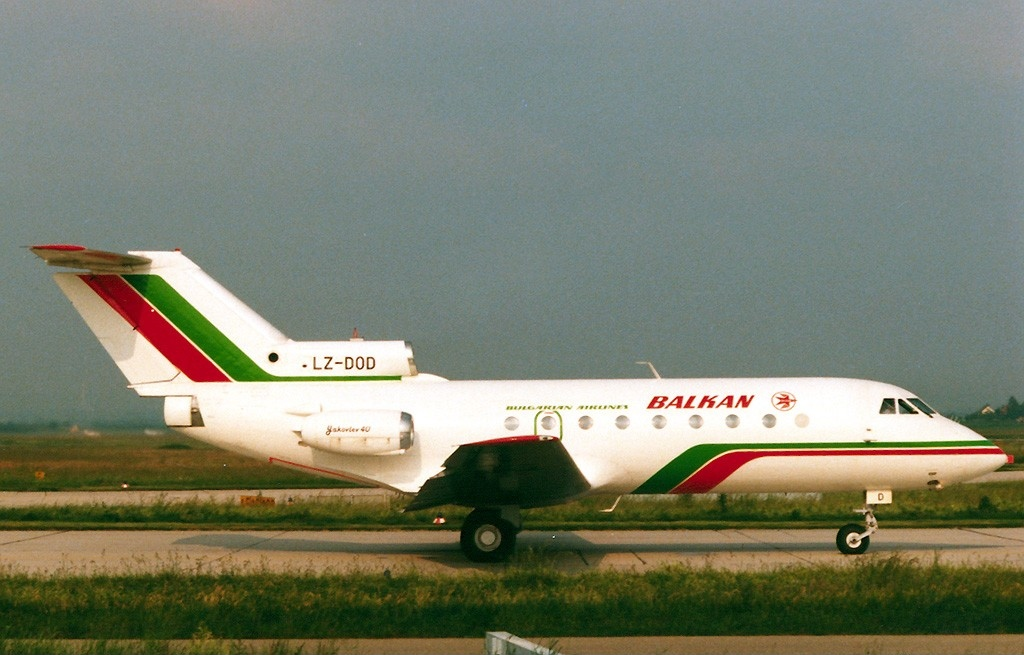
Jakowlew Jak-40 der Balkan, Stuttgart 1988

Balkan Bulgarian Airlines setzte bis 1989 Luftfahrzeuge folgender Typen ein:
Personen- und Transportflüge:
- Airbus A320-231
- Antonow An-12
- Antonow An-24
- Boeing 737-300
- Boeing 767-200
- Iljuschin Il-14
- Iljuschin Il-18
- Jakowlew Jak-40
- Lisunow Li-2
- Tupolew Tu-134
- Tupolew Tu-154

Spezialaufgaben:
- Antonow An-2
- Kamow Ka-26
- Let Z-37
- Mil Mi-1
- Mil Mi-8

## Zwischenfälle

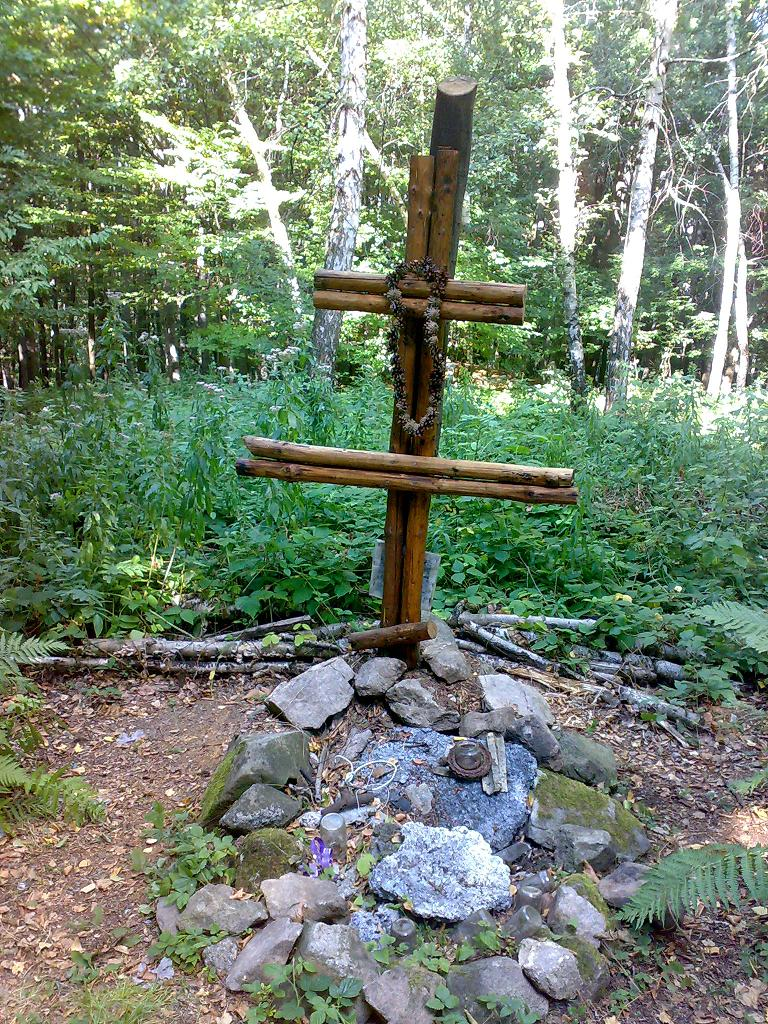
Unfallstelle der Iljuschin Il-18 vom November 1966 nahe Bratislava

Von 1948 bis zur Betriebseinstellung 2002 kam es bei TABSO, Bulair und Balkan Bulgarian Airlines zu 23 Totalschäden von Flugzeugen. Bei 14 davon kamen 529 Menschen ums Leben. Auszüge:
- Am 22. November 1952 missachteten die Piloten einer Lissunow Li-2P der TABSO (Luftfahrzeugkennzeichen LZ-TUE), mit der ein Flug vom Flughafen Sofia nach Warna mit Zwischenstopp in Gorna Orjachowiza durchgeführt werden sollte, in der Absicht, Zeit und Kraftstoff zu sparen, vorsätzlich das vorgegebene Anflugverfahren, welches das Fliegen einer Platzrunde vorsah, um an Höhe zu gewinnen. In der Folge befand sich die Maschine in unzureichender Höhe, als sie das Balkangebirge erreichte. Da der Flug bei starkem Schneefall durchgeführt wurde, konnten die Piloten nicht sehen, dass sie unmittelbar auf einen Berg zuflogen. Die Maschine prallte gegen die Flanke des Berges Weschen, etwa 20 Meter unterhalb des Gipfels. Alle 30 Insassen (26 Passagiere und 4 Besatzungsmitglieder) kamen dabei ums Leben (siehe auch Flugunfall der Lissunow Li-2 LZ-TUE der TABSO).[11]

- Am 24. November 1966 wurde eine Iljuschin Il-18V der TABSO (LZ-BEN) nach dem Start 8 Kilometer vom Flughafen Bratislava (Tschechoslowakei) entfernt in das umliegende Gebirge geflogen. Bei diesem CFIT, Controlled flight into terrain, wurden alle 82 Personen an Bord getötet.[12]

- Am 18. Januar 1971 wurde eine Ilyushin Il-18D der Balkan Bulgarian Airlines (LZ-BED) von Paris nach Sofia im Anflug auf den Flughafen Zürich ins Gelände geflogen. Die schlechten Wetterbedingungen beim Anflug waren ein Faktor für den Unfall. Bei einer Sichtweite unter 1000 Metern geriet die Maschine im Endanflug unter den Gleitpfad. Im Zuge der Korrektur berührte die linke Tragflächenspitze den Boden, worauf die Besatzung die Kontrolle über die Maschine vollends verlor. Durch diesen CFIT (Controlled flight into terrain) 900 Meter vor der Blindlandepiste 16 wurden sieben Crew-Mitglieder und 38 Passagiere getötet.[13] Nur der Kapitän und ein Passagier überlebten den Unfall.[14] Ursprünglich war die Zwischenlandung in Zürich aufgrund des Nebels nicht vorgesehen. Erst nach dem Start in Paris entschied sich der Pilot in Command aufgrund einer günstigen Wettermeldung dazu, die 10 wartenden Passagiere in Zürich aufzunehmen (siehe auch Balkan-Bulgarian-Airlines-Flug 130).[15][16]

- Am 21. Dezember 1971 rollte eine Iljuschin Il-18W der Balkan Bulgarian Airlines (LZ-BES) nach dem Start vom Flughafen Sofia unkontrolliert nach links und stürzte in eine Grünfläche links von der Startbahn. Die Unfalluntersuchung ergab, dass bei einer Wartung zuvor die Kabel für die Steuerung der Querruder vertauscht worden waren, was eine inverse Steuerung zur Folge hatte. Ein Steuerbefehl des Kapitäns nach rechts verursachte damit die Rollbewegung nach links. Von den 73 Insassen starben 28, darunter die Sängerin Pascha Christowa (siehe auch Flugunfall der Iljuschin Il-18 LZ-BES der Balkan Bulgarian Airlines).

- Am 4. November 1972 musste eine auf dem Flug von Burgas nach Sofia befindliche Iljuschin Il-14P der Balkan Bulgarian Airlines (LZ-ILA) nach Plowdiw umkehren, da die Sichtweiten am Zielflughafen unterhalb der Wetterminima lagen. Der zivile Fluglotse in Plowdiw wurde vier Minuten nach der ersten Kontaktaufnahme durch einen militärischen Lotsen abgelöst, der den Piloten eine Freigabe zum Sinkflug erteilte, ohne sich vorher über die genaue Position des Flugzeugs vergewissert zu haben. Die Maschine wurde gegen einen Berghang geflogen, alle 35 Insassen starben, darunter eine DDR-Delegation um Fritz Dettmann (siehe auch Flugunfall der Iljuschin Il-14 LZ-ILA der Balkan Bulgarian Airlines).

- Am 3. März 1973 ging im Landeanflug einer Iljuschin Il-18W der Balkan Bulgarian Airlines (LZ-BEM) auf den Flughafen Moskau-Scheremetjewo plötzlich die Kontrolle verloren, woraufhin die Maschine zu Boden stürzte und alle 25 Insassen starben. Die Ermittler vermuteten, dass der Unfall durch vereiste Höhenruder in Kombination mit einer starken Nickbewegung verursacht wurde (siehe auch Balkan-Bulgarian-Airlines-Flug 307).

- Am 22. November 1975 wurde eine Antonow An-24B der Balkan Bulgarian Airlines (LZ-ANA) bei Schneefall am Flughafen Sofia für einen Flug nach Warna enteist. Nachdem die Maschine zum Start rollte, verzögerte sich der Start, da der Schnee auf der Startbahn durch Winterdienstfahrzeuge geräumt wurde. In dieser Zeit verstrich die Wirksamkeitsdauer der durchgeführten Enteisung. Als die Startbahn wieder freigegeben wurde und der Maschine die Startfreigabe erteilt wurde, gewann diese nach dem Start nicht an Höhe und stürzte hinter der Startbahn in den Graben des Flusses Iskar. Von den 45 Insassen der Maschine starben der Erste Offizier und zwei Passagiere, die nach dem Aufprall im Fluss ertranken (siehe auch Flugunfall der Antonow An-24 LZ-ANA der Balkan Bulgarian Airlines).

- Am 2. Dezember 1977 stürzte eine an Libyan Arab Airlines verleaste Tupolew Tu-154A (LZ-BTN) im dichten Nebel beim Landeversuch auf dem Flughafen Bengasi (Libyen) ab und zerschellte. Von den 159 Passagieren an Bord überlebten 59 den Unfall nicht. Das aus Dschidda kommende Flugzeug befand sich auf einem Haddsch-Flug. Es gelang der Besatzung nicht, den Ausweichflughafen zu finden. Wegen Treibstoffsmangels kam es zu einer missglückten Notlandung, bei der das Flugzeug zerstört wurde. Die Piloten hatten nicht berücksichtigt, dass infolge eines Krieges der ägyptische Luftraum für libysche Flugzeuge gesperrt war, sodass beim Anflug auf Bengasi nur noch sehr geringe Kraftstoffreserven vorhanden waren (siehe auch Flugunfall einer Tupolew Tu-154 der Libyan Arab Airlines).[17]

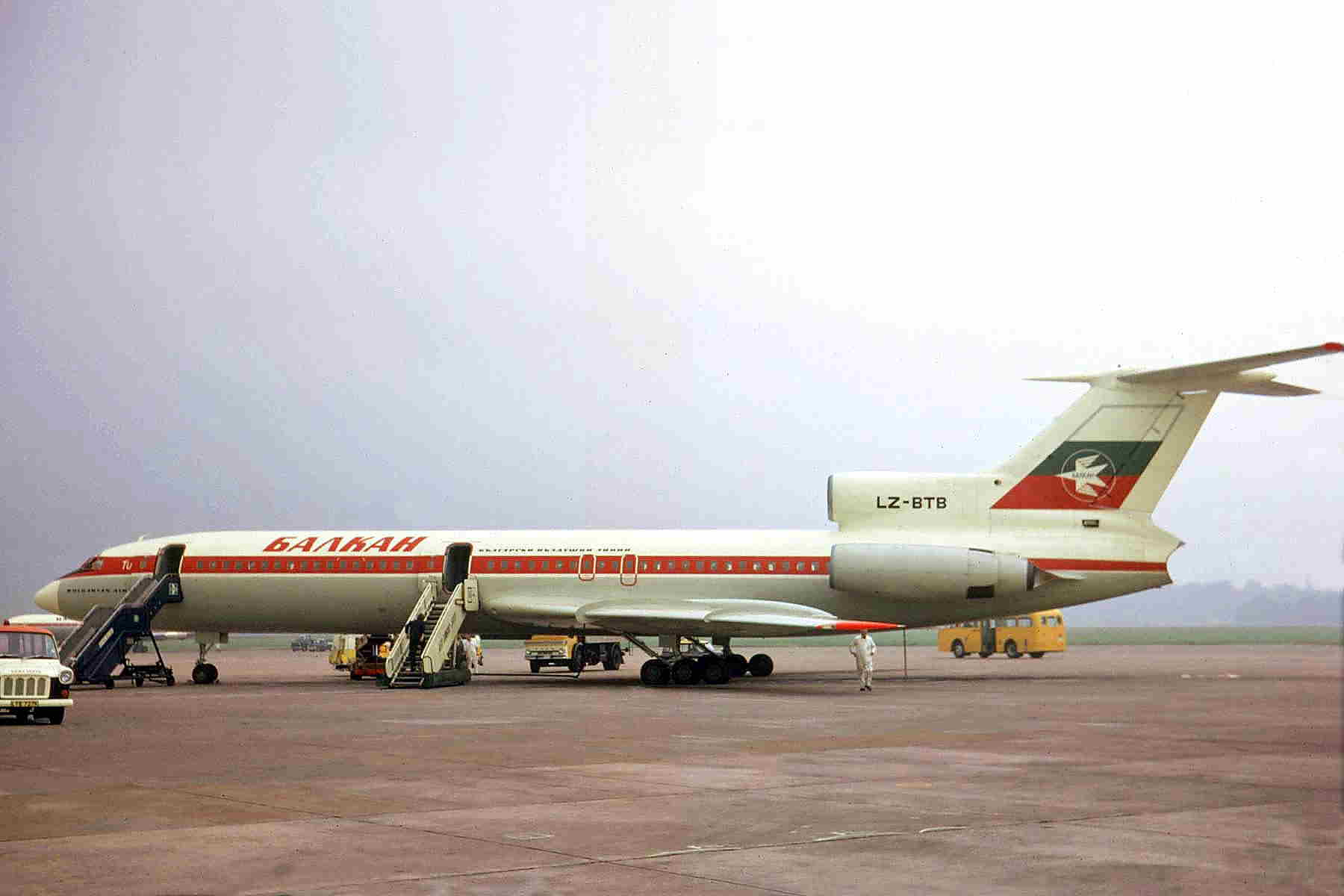
Die 1978 verunglückte Tupolew Tu-154 LZ-BTB der Balkan, Manchester 1972

- Am 16. März 1978 zerschellte eine Tupolew Tu-134 (LZ-TUB) auf dem Flug von Sofia nach Warschau an einem Berg nahe Gabare (Bulgarien). Alle 66 Passagiere und 7 Besatzungsmitglieder kamen ums Leben. Als Ursache wurde Kontrollverlust vermutet (siehe auch Balkan-Bulgarian-Airlines-Flug 107).[18]

- Am 23. März 1978, nur eine Woche später, flog eine Tupolew Tu-154 der Balkan Bulgarian Airlines (LZ-BTB) beim Anflug auf den Flughafen Damaskus (Syrien) 23 Kilometer nordöstlich davon in bergiges Gelände. Alle 4 Besatzungsmitglieder, die einzigen Insassen, kamen ums Leben.[19]

- Am 10. Januar 1984 kollidierte eine Tupolew Tu-134 (LZ-TUR) im Landeanflug auf den Flughafen Sofia bei starkem Schneefall mit einer Stromleitung, nachdem die Piloten trotz fehlender Sicht unter die Entscheidungshöhe geflogen waren. Die Maschine zerschellte vier Kilometer von der Landebahn entfernt im Kuhstall eines genossenschaftlichen Landwirtschaftsbetriebs. Bei diesem erneuten CFIT (Controlled flight into terrain) wurden alle 45 Passagiere sowie alle fünf Besatzungsmitglieder getötet. Spätere Enthüllungen zu dem Unfall ergaben, dass der Kapitän der Maschine von einem Inspektor der staatlichen bulgarischen Luftfahrtinspektion, der kurz vor dem Abflug der Maschine zugestiegen war, dazu gedrängt wurde, die Landung blind auszuführen (siehe auch Flugunfall der Tupolew Tu-134 LZ-TUR der Balkan Bulgarian Airlines).[20]